# パリ条約 (1801年10月4日)
パリ条約（パリじょうやく、スペイン語: Tratado de París）は1801年10月4日にパリで締結された、スペイン王国とロシア帝国の間の条約。条約により、1799年に勃発したが戦闘が一度も起こらなかったスペイン・ロシア戦争が終結した。両国は戦争前の原状に復することに同意した。
3条からなるこの条約では両国の平和と友好の回復、および大使の任命が定められた。
条約に署名した両国の代表はスペインの駐パリ大使ホセ・ニコラス・デ・アサラとロシアのアルカディ・モルコフ伯爵だった。